# Adrien Godien
Adrien Godien, né le 14 mai 1873 à Lyon 2e et mort le 28 juillet 1949 à Lyon 3e, est un peintre français.

## Biographie
Adrien Godien a été élève de l'École nationale supérieure des beaux-arts de Lyon.

## Œuvres
- Illustrateur de la légende de saint julien l'hospitalier texte de Flaubert publié en 1935 . RECUEIL D'ARC , fascicule 1 :                 Publication sous forme de port- folio ,non datée , comprenant 3 cahiers intitulés "PIETA" ,"GERMINAL"," SAINT JULIEN L'HOSPITALIER" planches en 1er état.
- Une œuvre est également à la Bourse du travail de Lyon. Dans la salle de conférence du 1er étage.
- Il a notamment réalisé certains vitraux de la chapelle de l'hôpital Édouard-Herriot.
- Deux de ces tableaux, Fleurs et Tête de jeunes filles, sont conservés au musée des beaux-arts de Lyon[3].

## Hommages

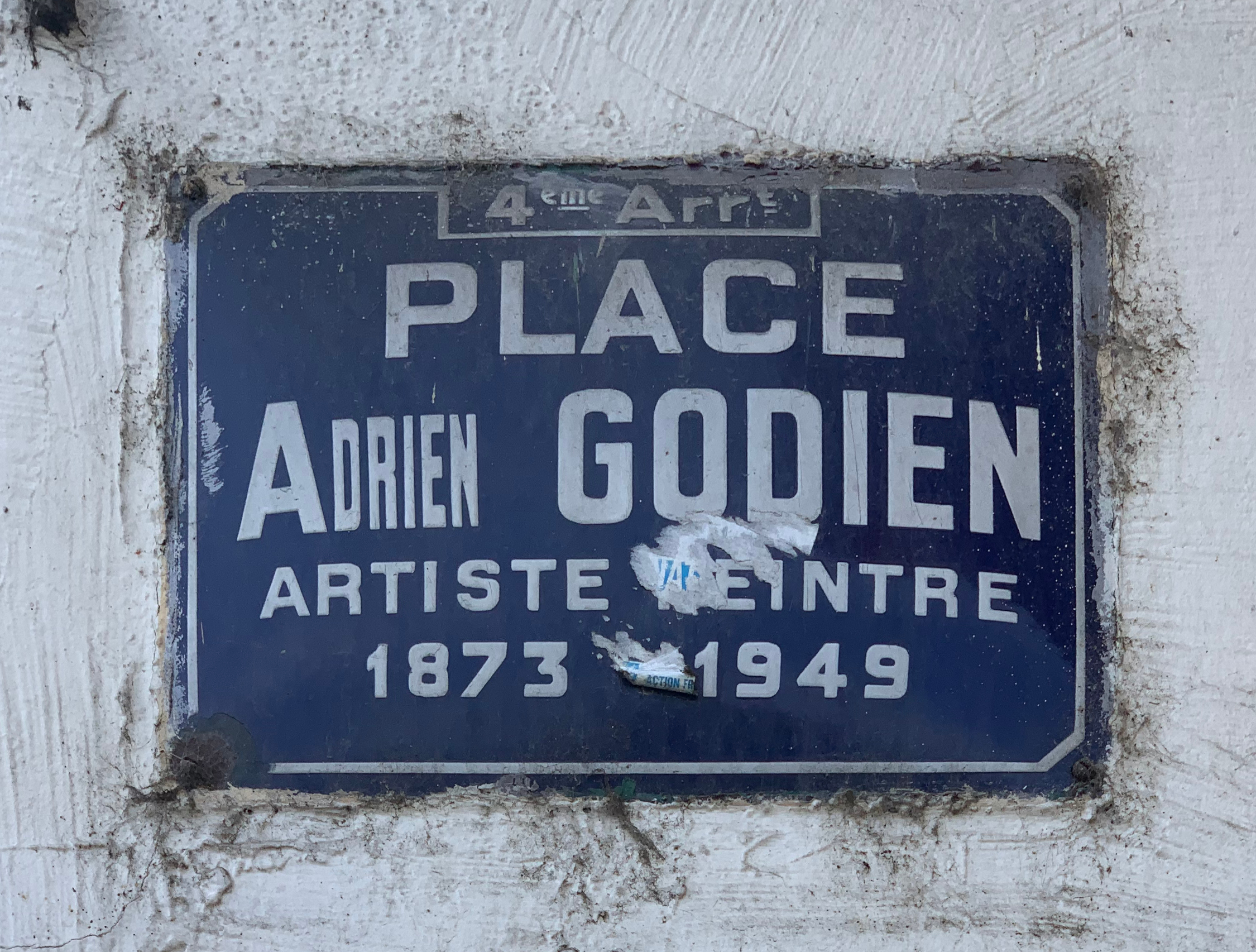
Panneau de la place Adrien-Godien à Lyon.

- Il existe une place Adrien-Godien (ancienne place de la Boucle) dans le 4e arrondissement de Lyon, au bas de la montée de la Boucle.